# Sergeant Rutledge
Sergeant Rutledge (en España, El sargento negro; en Argentina, El Capitán Búfalo; en otros países de Hispanoamérica, Sargento Rutledge) es una película estadounidense dirigida por John Ford en 1960 e interpretada en sus principales papeles por Woody Strode (Sargento 1.º Rutledge), Jeffrey Hunter (Teniente Cantrell), Willis Bouchey (Coronel Fosgate) y Constance Towers (Mary Beecher).

## Argumento
Tras la aparición del cadáver de la joven hija de un oficial en un fuerte militar estadounidense (no mucho después de la guerra de Secesión) y la huida de un sargento del mismo lugar, se emprende la busca de éste por ser el principal sospechoso. Una vez capturado el sargento, se emprende un juicio en el que, mediante los testigos, se nos muestra una historia con una trama detectivesca. La característica principal del argumento es que el enjuiciado es afroamericano y lo que ello significaba en la época en que se desarrolla la historia narrada en la película. El abogado acusador es un militar insensible y racista que da por sentada la culpabilidad del sargento, mientras que el defensor (Hunter) quiere llegar al fondo del asunto porque, a pesar de que varios testigos señalan la presencia del sargento y de que este huyó de la escena del crimen, ha encontrado indicios que señalan hacia otro culpable: el hijo del tendero del fuerte, que cortejaba a la chica. Como prueba de ello, Hunter enseña al tribunal una pequeña cruz de oro que la chica llevaba y que sin duda fue arrancada de su cuello por su asesino como macabro trofeo. La cruz fue encontrada en el cadáver de un apache que a su vez había asesinado y robado al hijo del tendero. El juicio parece llegar a un callejón sin salida cuando el tendero, que asiste al juicio, se ofrece para identificar la cruz que él mismo le vendió a la desafortunada joven. Esto le parece muy extraño a Hunter, que tiene una iluminación e interroga al tendero sobre la chaqueta, demasiado grande, que su hijo llevaba cuando murió, la cual no era suya sino de su padre. Poniendo al tendero contra las cuerdas hace que se derrumbe y confiese la violación y el asesinato de la chica. 

## Estructura
El film tiene una estructura muy moderna y adelantada a su época, comenzando en la sala del tribunal y narrando la historia a modo de flashbacks sobre la base de los testimonios de los diferentes testigos. La trama criminal que incluye la violación y el asesinato de una menor hace de este un western atípico y con temas que eran difícilmente tratados en este género. Que el culpable resulte ser al final un hombre aparentemente tranquilo y respetable enlaza a este film con los trhillers actuales. Los exteriores están rodados en Monument Valley, como es habitual en los westerns de John Ford.

## En la cultura popular
- El fragmento "Buffalo Soldier", coescrito por Bob Marley y King Sporty, inspirado en la compañía de caballería de la película, se editó por vez primera en 1983 en el disco Confrontation. Numerosos jamaicanos, especialmente los rastafaris como Bob Marley, consideraban a los Soldados Búfalo como un ejemplo destacable de negros que habían logrado con su propio coraje, honor y distinción labrarse un camino en un mundo dominado por los blancos.